# Shinaki
Shinaki fou un grup de petites repúbliques a la vall de l'Indus a la part oest de Caixmir al sud de Gilgit. El territori anava entre la unió del riu Astor amb l'Indus, fins a Seo a la riba dreta i Jalkot a la riba esquerra del darrer riu. Les comunitats dins d'aquesta àrea estaven agrupades en un o més nullahs, i cada comunitat formava una república separada de les altres. Les repúbliques, iniciant al punt d'unió dels dos rius (a Ramghat) eren:
- A la riba dret de l'Indus:
  - Gor.
  - Kinergah.
  - Hodar.
- A la riba esquerra:
  - Bunar
  - Thak.
  - Butogah
  - Giche.
  - Thor

En conjunt el país Shinaki formava la subdivisió de Chilas dins l'agència de Gilgit. La subdivisió de Chilas no corresponia amb la regió de Chilas; a la primera només corresponien Kinergah, Butogah, i Giche; més avall del riu estaven Darel, Tangir, Khilli i Seo a la riba dreta i Harban, Sazid i Jalkot a l'esquerra, repúbliques que formaven part de la regió.
Chilas fou conquerida pel maharajà de Caixmir el 1851. Llavors es va imposar un tribut i el territori fou incorporat al districte de Gilgit. Quan l'agència britànica es va restablir el 1889, va incloure entre altres territoris la subdivisió de Chilas, excepte Thor. El 1892 una missió britànica a Gor fou atacada pels chilasis i el país fou llavors ocupat militarment i es va nomenar un oficial polític a Chilas. El dret del govern de Caixmir a construir carreteres i estacions i a tenir un cert nombre de tropes a al zona fou reconegut i garantit; segons l'acord de 1897 les repúbliques pagaven petites sumes de tribut al maharajà. El 1899 Thor va ser incorporat a la subdivisió. Darel fou annexionat a Caixmir el 1866 per ocupació militar i pagava tribut per mitjà del governador de Punial; Tangir pagava tribut a través del governador de Yasin; Jalkot que per la seva posició dominant exercia un cert control sobre Thor i la capçalera de la vall del Kagan, estava en relacions amb els britànics; la resta (Khilli, Seo, Harban i Sazid) no mantenien cap relació ni amb Caixmir ni amb els britànics.